# Gualdim Pais
Gualdim Pais, in  lingua latina Gaudinus, Galdinus o Gualdinus (Amares, 1118 – Tomar, 13 ottobre 1195), è stato un cavaliere medievale portoghese e un crociato appartenente all'Ordine dei Templari.
Era figlio di Paio Ramires e di Gontrode Soares.

## Biografia
Pais combatté per Alfonso Henriques, conte del Portogallo contro i Mori e partecipò alla battaglia di Ourique del 1139, occasione nella quale si distinse meritandosi il titolo di Cavaliere.
Partecipò quindi alla seconda crociata in Palestina, ove combatté per cinque anni come cavaliere templare. In particolare prese parte al vittorioso assedio della città di Gaza e partecipò alle battaglie in difesa del Principato d'Antiochia.
Rientrato in Portogallo, venne nominato nel 1157 Gran Maestro dei Templari per la provincia del Portogallo. Nel 1160 fondò il Convento dell'Ordine di Cristo a Tomar, che divenne la sede portoghese dell'Ordine. Nel 1190 difese con successo Tomar dall'assedio delle truppe almohade del califfo Abu Yusuf Ya'qub al-Mansur, impedendo così l'invasione del resto del paese. 
Morì il 13 ottobre 1195 a Tomar. La sua salma venne inumata nella chiesa di Santa Maria dos Olivais ove esiste ancora la sua lapide.